# The Michael Schenker Group
A Michael Schenker Group első nagylemeze. Az album producere Roger Glover, a Deep Purple együttes egykori tagja volt.

## Dalok
1. Armed And Ready 4:05
2. Cry For The Nations 5:08
3. Victim Of Illusion 4:41
4. Bijou Pleasurette 2:16
5. Feels Like A Good Thing 3:44
6. Into The Arena 4:10
7. Looking Out From Nowhere 4:28
8. Tales Of Mystery 3:16
9. Lost Horizons 7:04

## Az együttes tagjai
Michael Schenker Group:
- Gary Barden - ének
- Michael Schenker - gitár

Vendégművészek:
- Mo Faster - basszusgitár
- Don Airey - billentyűs hangszerek
- Simon Philips - dob